# Зебург (Нижняя Саксония)
Зебург (нем. Seeburg) — община в Германии, в земле Нижняя Саксония.
Входит в состав района Гёттинген. Подчиняется управлению Радольфсхаузен. Население составляет 1591 человек (на 31 декабря 2010 года). Занимает площадь 13,44 км².
Коммуна подразделяется на 2 сельских округа.
| Год  | Население |
| ---- | --------- |
| 1990 | 1316      |
| 1995 | 1441      |
| 2000 | 1565      |
| 2005 | 1627      |
| 2010 | 1586      |